# Musikjahr 1531
Liste der Musikjahre

◄◄ | ◄ | 1527 | 1528 | 1529 | 1530 | Musikjahr 1531 | 1532 | 1533 | 1534 | 1535 | ► | ►►

Weitere Ereignisse
Dieser Artikel behandelt das Musikjahr 1531.

## Ereignisse
- Martin Agricola, der sich 1519 in Magdeburg als Musiklehrer niedergelassen und der Reformation angeschlossen hat, ist Kantor der zu einer einzigen städtischen Anstalt zusammengefassten Musikschulen. Neben seiner Lehraufgabe bemüht sich Agricola vor allem darum, der neuen protestantischen Bewegung eine eigene Kirchenmusik zu geben.
- Cosmas Alder ist Sänger am Stift St. Vinzenz in Bern und seit dem 15. April 1528 Bauherrenschreiber. Dieses Amt hat er bis zu seinem Ableben inne. Außerdem ist er Schreiber des Schaffners von Frienisberg.
- Bonifacius Amerbach ist Professor der Rechtswissenschaft an die Universität Basel.
- Pierre Attaingnant, der um 1527/1528 eine Variante des Notendrucks erfunden hat, die das Drucken in einem Arbeitsgang erlaubt, veröffentlicht von 1528 bis 1552 mehr als 50 Chansonsammlungen und einige „Tanzbücher“.
- Antoine Barbé hat – nach den Akten der Kathedrale von Antwerpen – von 1527 bis 1562 die Stelle des Kapellmeisters inne.
- Pietro Paolo Borrono tritt im Jahr 1531 als offizieller Lautenspieler in den Dienst des französischen Königs Franz I.
- Jobst von Brandt studiert ab 1530 in Heidelberg u. a. bei Lorenz Lemlin, nimmt nach der musikalischen Ausbildung aber einen außermusikalischen Beruf als Verwaltungsbeamter an.
- Arnold von Bruck ist seit der zweiten Jahreshälfte 1527 in Wien Kapellmeister des österreichischen Regenten Erzherzog Ferdinand (dem späteren König und Kaiser Ferdinand I.), und zwar als Nachfolger von Heinrich Finck. Diese Stellung wird er über 18 Jahre lang behalten; seine Vizekapellmeister sind Pieter Maessins (um 1505 – 1562), ebenfalls flämischer Abstammung, und Stephan Mahu. In dieser Zeit erwirbt Arnold von Bruck mehrere Pfründen im heutigen Slowenien und Kroatien, so von 1528 bis 1548 an der Kathedrale von Ljubljana, ab Dezember 1529 an der Kathedrale von Zagreb und ab Juli 1531 in der Stadt Laas bei Kočevje.
- Hans Buchner ist Organist in der Pfarrkirche in Überlingen, behält aber seinen Wohnsitz in Konstanz.
- Marco Antonio Cavazzoni wirkt ab 1528 etwa zehn Jahre lang in Venedig.
- Pierre Certon wirkt seit dem Jahr 1529 in Paris an Notre-Dame.
- Francesco Corteccia lebt und wirkt ausschließlich in seiner Geburtsstadt Florenz. Ab 1531 ist er Organist an der Basilica di San Lorenzo.
- Jehan Daniel ist Organist an der Kathedrale von Angers. Er wird diese Stelle bis 1540 innehaben.
- Sixt Dietrich, der in Konstanz Diakon und Lehrer der Chorknaben in Musik und Latein war, hat 1527 durch die Reformation seine Einnahmen verloren und schlägt sich mit Gelegenheitsarbeiten durch.
- Pedro de Escobar steht in Portugal im Dienste des Monarchen Manuel I. (Portugal). Er ist Lehrer der Knaben an der Kapelle seines Sohnes Alfonso.
- Georg Forster, der in Heidelberg an der Universität alte Sprachen studiert und im Sommer 1528 den Grad eines baccalaureus artium erworben hatte, geht ab dem Jahr 1531 nach Ingolstadt, um Medizin zu studieren.
- Nicolas Gombert, der wahrscheinlich ein Schüler von Josquin Desprez († 1521) war, ist seit 1526 Mitglied der Hofkapelle von Kaiser Karl V. 1529 wird er zum maitre des enfants ernannt. Kapellmeister sind zu dieser Zeit Adrien Thibault und später Thomas Crécquillon. Als Meister der Chorknaben ist Gombert für die musikalische und stimmliche Ausbildung der Knaben verantwortlich sowie für ihre Erziehung, ihre Unterbringung und ihr Wohlergehen. Der Chor besteht um diese Zeit aus 14 Erwachsenen, einem Organisten, einem „Souffleur“ (Kalkant oder Blasebalgtreter der Orgel) und etwa zwölf Chorknaben. Reisen mit der Hofkapelle führen Gombert im Jahr 1531 nach Köln, die so genannten Spanischen Niederlande und nach Regensburg.
- Matthias Greitter ist seit 1528 Hilfsprediger an St. Stephan und St. Martin in Straßburg.
- Lupus Hellinck ist Succentor an der Liebfrauenkirche in Brügge und seit dem 17. Juni 1523 an der Hauptkirche St. Donatian, was mit den Aufgaben der Chorleitung und des Unterrichts der Chorknaben verbunden ist.
- Nikolaus Herman ist Kantor und Lehrer an der Lateinschule in St. Joachimsthal.
- Paul Hofhaimer ist spätestens seit 1522 Domorganist am Salzburger Dom im Dienst von Fürsterzbischof Kardinal Matthäus Lang von Wellenburg. Hofhaimer ist berühmt als exzellenter Organist, Orgellehrer und als Odenkomponist. Seine Kompositionen erfreuen sich großer Beliebtheit auch im Musikunterricht an den Lateinschulen.
- Gheerkin de Hondt wirkt vom 1. August 1530 bis Februar 1532 als Singmeister an der Nieuwe Kerk in Delft.
- Hans Kugelmann, der in den Diensten des Hauses Fugger in Augsburg stand, ist seit 1524 Trompeter und Hofkomponist beim Markgrafen Albrecht in Königsberg.
- Erasmus Lapicida, der um das Jahr 1521 vom Habsburger Erzherzog Ferdinand I. (Regierungszeit als Erzherzog 1521–1531) am Schottenkloster in Wien eine Präbende verliehen bekam, lebt dort die 26 restlichen Jahre seines Lebens. In Wien lernt er zwischen 1527 und 1534 den Theologen und Musiktheoretiker Johann Zanger (1517–1587) kennen, der später in seiner Schrift „Practicae musicae praecepta“ (Leipzig 1554) von einem Streit zwischen Lapicida, Stephan Mahu und Arnold von Bruck berichtet. Hierbei geht es um die Interpretation des Mensurzeichens ohne senkrechten Strich.
- Jacotin Le Bel ist Mitglied der Hofkapelle des französischen Königs Franz I. Er wird unter der Bezeichnung Maistre Jacques Le Bel, clerc du diocese d’Amyens geführt und bekommt vom König ein Kanonikat und eine Pfründe an der Kollegiatkirche Notre Dame in der Provinz Anjou. Jacotin verfasst mehr als 50 mehrstimmige Werke in über 100 Manuskripten und Drucken des 16. Jahrhunderts. 32 dieser Werke werden zwischen 1528 und 1553 von dem königlichen Notendrucker Pierre Attaingnant gedruckt.
- Johannes Lupi ist magnus vicarius und Subdiakon in Cambrai.
- Stephan Mahu, der vielleicht schon ab Anfang der 1520er Jahre als Sänger und Posaunist Mitglied des Hofstaats von Königin Anna von Böhmen und Ungarn(1503–1547), der Ehefrau von Ferdinand I. ist, verpflichtet sich ab dem 14. November 1528 vertraglich zum lebenslangen Dienst bei ihr und Ferdinand. Dafür wird ihm im Gegenzug eine erhebliche Gehaltserhöhung zugesichert, die allerdings erst ab dem Jahr 1539 ausgezahlt wird. Zusätzlich übernimmt er zwischen September 1529 und März 1532 die Stelle eines Vizekapellmeisters der Wiener Hofmusikkapelle von Erzherzog Ferdinand unter Arnold von Bruck, und zwar bis zum Jahr 1539.
- Anton Musa ist Stadtpfarrer in Jena. Als einer der ersten vom Landesherrn eingesetzten Superintendenten hat er zugleich die Aufsicht über die Geistlichen in den Ämtern Jena und Eisenberg sowie im Stift Bürgel. Seit dem Jahr 1529 erweitert sich sein Sprengel um die Ämter Stadtroda, Leuchtenburg, Kahla und Orlamünde. Er wirkt darüber hinaus als Superintendent und als Visitator im Vogtland und im Saalekreis.
- Luis de Narváez steht seit den 1520er Jahren im Dienst von Francisco de los Cobos y Molina (1477–1547), Komtur von León und Sekretär von Kaiser Karl V.; er lebt mit großer Wahrscheinlichkeit in Valladolid mit seinem Dienstherrn bis zu dessen Tod 1547.
- Francesco Patavino, der Kapellmeister an der Kathedrale von Chioggia war, reist im März 1531 weiter an den Dom von Udine, wo er anfangs nur ein einfacher Sänger ist, aber auch für die Verfassung nicht näher bezeichneter Gesangsbücher (nicht zwangsläufig mit seinen eigenen Kompositionen) verantwortlich ist.
- Matteo Rampollini, der seit 1520 Leiter des Knabenchores an der Kathedrale Santa Maria del Fiore in Florenz war, erhält ab 1530 das Amt eines Kaplan an der Medici-Kapelle. Eventuell zeigten die Medici sich damit für Rampolinis Treue während ihrer Vertreibung aus Florenz erkenntlich. Dieses Amt hat Rampolini bis 1534 inne.
- Claudin de Sermisy ist Kaplan in der Kirche von Camberon in der Nähe von Abbeville. Er ist weiterhin Mitglied der Hofkapelle von König Franz I. von Frankreich. Seit 1525/26 ist Sermisy möglicherweise der Nachfolger von Antoine du Longueval als königlicher Chormeister (maître et recteur). Viele seiner 160 Chansons werden in den Jahren 1528 bis 1533 in Anthologien von Pierre Attaingnant in Paris veröffentlicht. Sie werden deshalb im Allgemeinen als „Pariser Chansons“ bezeichnet.
- Tielman Susato ist ab 1531 für 18 Jahre Mitglied der Antwerpener Stadtmusikanten; er spielt die Instrumente Flöte, Blockflöte, Krummhorn, Feldtrompete und Posaune und hat vielleicht auch die abendlichen Andachten der Bruderschaft begleitet.
- Hubert Waelrant ist 1531 an der Universität Löwen eingeschrieben.
- Adrian Willaert ist seit dem 12. Dezember 1527 Domkapellmeister zu San Marco in Venedig. Der Komponist behält dieses Amt 35 Jahre lang bis zu seinem Tod; erst durch sein Wirken bekommt diese Stelle ihre in ganz Europa herausragende Bedeutung. Willaert ist der Nachfolger von Petrus de Fossis († vor dem 7. Juli 1526) und bekommt anfangs dessen Gehalt von 70 Dukaten.

## Instrumentalmusik
- Pierre Attaingnant (Hrsg.) – 32 Galliards, Pavans, Branles and Basse Dances: Noten und Audiodateien im International Music Score Library Project

## Vokalmusik

### Weltlich
- Anonymous
  - Bon jour m'amie: Noten und Audiodateien im International Music Score Library Project
  - Dulcis Amica: Noten und Audiodateien im International Music Score Library Project
- Pierre Attaingnant (Hrsg.)
  - 28 Chansons nouvelles en musique a quatre parties: Noten und Audiodateien im International Music Score Library Project
  - 33 Chansons nouvelles en musique a quatre parties: Noten und Audiodateien im International Music Score Library Project
- Valerio Dorico – Libro secondo da la Croce: Noten und Audiodateien im International Music Score Library Project
- Nicolas Gombert – A quoy tient-il zu vier Stimmen
- Giordano Passetto – Frottola Su, su, su, su pastori

## Musiktheoretische Schriften
- Giovanni Spataro – Tractato di musica: Noten und Audiodateien im International Music Score Library Project

## Instrumentenbau
- Alessandro Trasuntino baut in Venedig ein einmanualiges Cembalo (heute zu sehen im Royal College of Music in London).

## Geboren

### Geboren um 1531
- Guillaume Costeley, französischer Organist und Komponist († 1606)
- Jacobus de Kerle, franko-flämischer Komponist, Organist, Sänger, Kapellmeister und Kleriker († 1591)

## Gestorben
- 09. September: Hinrik Mente, deutscher Glocken- und Geschützgießer (* um 1475)